# Haya bint Hussein
Haya bint Hussein (em árabe: الأميرة هيا بنت الحسين;  Amã, 3 de maio de 1974) é filha do rei Hussein da Jordânia com sua terceira esposa, a rainha Alia, e meia-irmã do rei Abdullah II.
Casou com o governante do Emirado de Dubai, xeque Mohammed bin Rashid Al Maktoum, em 2004, tornando-se sua sexta esposa, porém o casal se separou em 2019, tendo ela fugido do país e se refugiado em Londres.
É mais conhecida como princesa Haya da Jordânia e atualmente trabalha como diplomata da Jordânia no Reino Unido.

## Educação
Haya estudou no Reino Unido, onde frequentou a Badminton School for Girls em Bristol, a Bryanston School em Dorsetand  e depois o St Hilda's College. Se graduou na Universidade de Oxford, com honras, em Filosofia, Política e Economia (PPE).
Competiu internacionalmente em campeonatos equestres pela Jordânia e foi presidente, por dois mandatos, da Federação Internacional de Esportes Equestres (FEI).
Participa também de diversas atividades de caridade e filantropia.

## Casamento e divórcio
Em 10 de abril de 2004, Haya casou-se em Amã, Jordânia com o xeque Mohammed bin Rashid Al Maktoum, Vice-Presidente e  Primeiro-Ministro do Emirado de Dubai.  O casal teve dois filhos: Jalila bint Mohammed bin Rashid Al Maktoum, nascida em 2 de dezembro de 2007, no dia Dia Nacional dos Emirados Árabes Unidos, e Zayed bin Mohammed bin Rashid Al Maktoum, nascido em 7 de janeiro de 2012.
As primeiras notícias sobre o desaparecimento de Haya surgiram no final de junho de 2019, tendo a revista Caras de Portugal escrito no dia 1º de julho: "Mulher do emir do dubai está desaparecida com dois filhos e 40 milhões de euros".
No início, a imprensa reportou que ela havia fugido para a Alemanha, onde teria pedido asilo. O jornal britânico The Times chegou a informar que Haya havia sido escoltada por um diplomata alemão para a Alemanha. No entanto, no dia 3 de julho a BBC reportou que ela estaria em Londres, morando com dois filhos em uma mansão próxima ao Palácio de Kensington, avaliada em aproximadamente 85 milhões de libras. Segundo a imprensa também, Haya teria pedido asilo no Reino Unido e entrado com um pedido de divórcio e de guarda dos filhos na corte suprema de Londres.
Enquanto as notícias sobre a fuga de Haya se tornavam públicas, o Sheikh postou um poema no Instagram, em árabe e inglês, falando sobre "traição e traidora", que a imprensa imediatamente interpretou como se referindo a ela.
No final de julho, logo após a primeira audiência, foi revelado que a princesa havia pedido, além do divórcio e da guarda dos filhos, proteção para um de seus filhos contra casamento forçado, e em outubro se tornou público que seu irmão, o Rei da Jordânia, a havia nomeado diplomata, o que lhe garantia a segurança de não ser repatriada para Dubai.
Diversas audiências se seguiram, tendo Haya contratado a advogada Fiona Shackleton, que foi responsável pelos processos de separação do príncipe Charles e da princesa Diana e do príncipe André e Sarah Ferguson.
No dia 5 de março de 2020 a imprensa tornou público que o Emir havia sido considerado "culpado" pelo Tribunal de Família de Londres de uma "campanha de intimidação" contra a princesa Haya e pelo sequestro de duas filhas, sendo que dias antes ele já havia tido o pedido de "segredo de justiça" negado, ao tentar evitar que detalhes de sua condenação viessem à tona.
"A decisão considerada histórica põe por terra a reputação de líder pró-reformas no Oriente Médio defendida pelo xeque", escreveu a revista brasileira Cláudia.
No dia 6 de março de 2020, parlamentares britânicos pediram que a polícia reabrisse a investigação sobre o caso de sequestro da princesa Shamsa, que havia sido sequestrada nas ruas de Cambridge em 2000, drogada e levada de volta à Dubai contra sua vontade. O parlamentar conservador Nickie Aiken disse: "este caso mostra claramente que não importa o contexto, educação e status da mulher, a violência doméstica não discrimina ninguém".
O Tribunal também revelou que o emir havia "contratado" o casamento de sua filha com Haya, Jalila, de apenas 11 anos de idade (em 2020), com o príncipe herdeiro da Arábia Saudita, Mohammed Bin Salman, então com 34 anos.
A decisão final sobre o divórcio foi proferida em 21 de dezembro de 2021 num tribunal de Londres, tendo o juiz do caso, Philip Moor, sentenciado Al Maktoum a pagar mais de 700 milhões de dólares à Haya e aos dois filhos do casal. Moor, que divulgou que a Princesa, já vivendo no Reino Unido, tinha sido vítima de uma campanha de intimidação, difamação e espionagem, também afirmou que a maior ameaça enfrentada pela princesa e seus filhos vinha do "próprio [emir], não de fontes externas" e que, portanto, parte do dinheiro teria que ser usada vitaliciamente para o pagamento de equipes de segurança especializadas.